# Campionat del Món d'esquí alpí de 1934
El Campionat del Món d'esquí alpí de 1934 va ser la quarta edició del Campionat del Món d'esquí alpí. Foren organitzats per la Federació Internacional d'Esquí (FIS). Es va celebrar del 15 al 17 de febrer a Sankt Moritz, Suïssa. Es van disputar proves de descens, eslàlom i combinada, en categoria masculina i femenina.

## Resultats

### Proves masculines
| Prova     | Or          | Plata       | Bronze                        |
| Descens   | David Zogg  | Franz Pfnür | Ido Cattaneo Heinz von Allmen |
| Eslàlom   | Franz Pfnür | David Zogg  | Willi Steuri                  |
| Combinada | David Zogg  | Franz Pfnür | Heinz von Allmen              |

### Proves femenines
| Prova     | Or            | Plata         | Bronze         |
| Descens   | Anny Rüegg    | Christl Cranz | Lisa Resch     |
| Eslàlom   | Christl Cranz | Lisa Resch    | Rösli Rominger |
| Combinada | Christl Cranz | Lisa Resch    | Anny Rüegg     |

## Medaller
País amfitrió 
| Posició | País     | Or | Plata | Bronze | Total |
| 1       | Alemanya | 3  | 5     | 1      | 9     |
| 2       | Suïssa   | 3  | 1     | 5      | 9     |
| 3       | Itàlia   | 0  | 0     | 1      | 1     |
| Total   | Total    | 6  | 6     | 6      | 18    |